# Jamie Loeb
Jamie Loeb, née le 8 mars 1995 est une joueuse américaine de tennis.

## Carrière
Jamie Loeb a débuté sur le circuit professionnel en 2015.
En carrière, elle a atteint 3 finales en catégorie WTA 125, 1 en simple et 2 en double. 

## Palmarès

### Finale en simple en WTA 125
| No | Date       | Nom et lieu du tournoi      | Catégorie | Dotation  | Surface      | Vainqueure        | Score          |          |
| -- | ---------- | --------------------------- | --------- | --------- | ------------ | ----------------- | -------------- | -------- |
| 1  | 26-07-2021 | Charleston Open, Charleston | WTA 125   | 115 000 $ | Terre (ext.) | Varvara Lepchenko | 7-64, 4-6, 6-4 | Parcours |

### Finales en double en WTA 125
| No | Date       | Nom et lieu du tournoi                 | Catégorie | Dotation  | Surface    | Vainqueures                       | Partenaire            | Score             |          |
| -- | ---------- | -------------------------------------- | --------- | --------- | ---------- | --------------------------------- | --------------------- | ----------------- | -------- |
| 1  | 22-01-2018 | Oracle Challenger Series Newport Beach | WTA 125   | 150 000 $ | Dur (ext.) | Misaki Doi Jil Teichmann          | Rebecca Peterson      | 7-64, 1-6, [10-8] | Parcours |
| 2  | 02-09-2019 | Oracle Challenger Series New Haven     | WTA 125   | 150 000 $ | Dur (ext.) | Anna Blinkova Oksana Kalashnikova | Usue Maitane Arconada | 6-2, 4-6, [10-4]  | Parcours |

## Parcours en Grand Chelem

### En simple
| Année | Open d'Australie | Open d'Australie | Internationaux de France | Internationaux de France | Wimbledon | Wimbledon                | US Open         | US Open            |
| ----- | ---------------- | ---------------- | ------------------------ | ------------------------ | --------- | ------------------------ | --------------- | ------------------ |
| 2013  | —                | —                | —                        | —                        | —         | —                        | Q2              | Ksenia Pervak      |
|       |                  |                  |                          |                          |           |                          |                 |                    |
| 2015  | —                | —                | —                        | —                        | —         | —                        | 1er tour (1/64) | Caroline Wozniacki |
| 2016  | —                | —                | —                        | —                        | —         | —                        | Q1              | Tereza Smitková    |
| 2017  | Q2               | Rebecca Šramková | Q1                       | Basak Eraydin            | Q2        | Aryna Sabalenka          | Q3              | Sachia Vickery     |
| 2018  | Q1               | Daniela Seguel   | Q2                       | Francesca Schiavone      | Q3        | Mona Barthel             | Q3              | Eugenie Bouchard   |
| 2019  | Q3               | Karolína Muchová | —                        | —                        | Q1        | Ysaline Bonaventure      | Q1              | Harriet Dart       |
|       |                  |                  |                          |                          |           |                          |                 |                    |
| 2021  | —                | —                | —                        | —                        | Q1        | Claire Liu               | 1er tour (1/64) | Iga Świątek        |
| 2022  | Q1               | Alycia Parks     | Q1                       | Viktória Kužmová         | Q2        | Fernanda Contreras Gómez | —               | —                  |

N.B. : à droite du résultat se trouve le nom de l'ultime adversaire.

### En double dames
| Année | Open d'Australie | Open d'Australie | Internationaux de France | Internationaux de France | Wimbledon | Wimbledon | US Open                  | US Open                    |
| ----- | ---------------- | ---------------- | ------------------------ | ------------------------ | --------- | --------- | ------------------------ | -------------------------- |
| 2023  | —                | —                | —                        | —                        | —         | —         | 1er tour (1/32) M. Jones | M. Kolodziejová L. Nosková |

N.B. : le nom de la partenaire se trouve sous le résultat ; le nom des ultimes adversaires se trouve à droite.

### En double mixte
| Année | Open d'Australie | Open d'Australie | Internationaux de France | Internationaux de France | Wimbledon | Wimbledon | US Open                    | US Open                  |
| ----- | ---------------- | ---------------- | ------------------------ | ------------------------ | --------- | --------- | -------------------------- | ------------------------ |
| 2016  | —                | —                | —                        | —                        | —         | —         | 1er tour (1/32) N. Robin   | G. Dabrowski R. Bopanna  |
| 2017  | —                | —                | —                        | —                        | —         | —         | 1er tour (1/32) M. Krueger | A. Spears J.S. Cabal     |
| 2018  | —                | —                | —                        | —                        | —         | —         | 1er tour (1/32) N. Robin   | G. Dabrowski M. Pavić    |
|       |                  |                  |                          |                          |           |           |                            |                          |
| 2021  | —                | —                | —                        | —                        | —         | —         | 1er tour (1/32) M. Krueger | D. Krawczyk J. Salisbury |

N.B. : le nom du partenaire se trouve sous le résultat ; le nom des ultimes adversaires se trouve à droite.

## Classements en fin de saison
| Année          | 2012 | 2013 | 2014 | 2015 | 2016 | 2017 | 2018 | 2019 | 2020 | 2021 | 2022 | 2023 | 2024 |
| Rang en simple | 694  | 391  | 592  | 391  | 201  | 139  | 183  | 288  | 272  | 181  | 265  | 306  | 421  |
| Rang en double | 664  | 1093 | 206  | 411  | 157  | 158  | 146  | 227  | 138  | 185  | 217  | 154  | 191  |

Source : (en) Classements de Jamie Loeb sur le site officiel de la Fédération internationale de tennis